# Thomas Knopper
Thomas Knopper (Bilthoven, 6 februari 1990 – Dettenheim, 9 augustus 2009) was een Nederlands autocoureur.

## Biografie
Knopper begon met karting in 1999. In 2001 maakte hij de stap naar de Rotax Max junioren, waarin hij drie jaar op nationaal niveau uitkwam. In 2004 won hij het Europees Kampioenschap Rotax Max Junioren Regio Noord.
Vervolgens stapte Knopper over naar de ICA Junioren. In zijn debuutjaar werd hij tweede in het Nederlands Kampioenschap. Vanaf 2005 kwam hij uit in de koningsklasse: de ICC. Hij behaalde dat jaar ook de titel van Nederlands kampioen, en werd uitgeroepen tot rookie van het jaar.
In 2007 werd Knopper Europees kampioen KZ2. Datzelfde jaar debuteerde hij in een racewagen in de Formule Gloria en werd 14e. In 2008 deed hij mee aan de Formule Renault 2.0 NEC waarin hij negende werd.
In 2009 keerde hij terug naar karting, maar verongelukte in augustus 2009 tijdens een wedstrijd in Duitsland.
In 2010 werd ter nagedachtenis aan Thomas Knopper voor het eerst de Ciao Thomas Knopper memorial race gehouden in Kerpen. Aan de 2e editie in 2011 nam zevenvoudig F1 Wereldkampioen Michael Schumacher deel.
Beide edities werden gewonnen door Paolo de Conto.